# 김용운 (배우)
김용운(1976년 7월 30일 ~ )은 대한민국의 배우이다.

## 출연작

### 영화
- 《거울 남자》 (1999년) - 어린시절 역
- 《7인의 새벽》 (2001년)
- 《신라의 달밤》 (2001년) - 천수 부하 3 역
- 《하우스》 (2001년)
- 《H》 (2002년) - 마약반 형사 1 역
- 《클래식》 (2003년) - 선도부장 역
- 《나비》 (2003년) - 사내 1 역
- 《똥개》 (2003년) - 철민패 역
- 《내 여자 친구를 소개합니다》 (2004년) - 한국 조직원 역
- 《썸》 (2004년) - 오피스텔 부산 패거리 2 역
- 《여고생 시집가기》 (2004년) - 불량학생 역
- 《길》 (2006년) - 식카리 역
- 《스승의 은혜》 (2006년) - 영민 역
- 《걸프렌즈》 (2009년) - 액션형님 1 역
- 《아저씨》 (2010년) - 검문 경찰 역
- 《회초리》 (2011년) - 조폭 2 역
- 《가문의 영광 4 - 가문의 수난》 (2011년) - 은행강도 1 역
- 《모비딕》 (2011년) - 덩치 5 역
- 《개들의 전쟁》 (2012년) - 광조 역[3]
- 《하이힐》 (2014년) - 클럽손님 역
- 《패션왕》 (2014년) - 패션테러 심사위원 역
- 《더러워 정말》 (2014년)
- 《히야》 (2016년) - 채권자 1 역
- 《시간이탈자》 (2016년) - 동료형사 3 역
- 《위대한 소원》 (2016년) - 의사 역
- 《라스트 맞짱》 (2018년) - 교도부장 금식 역

### 드라마 & 시트콤
- 《야인시대》 (2002년, SBS) - 신마적 똘마니역
- 《장희빈》 (2002년, KBS2) - 청지기 역
- 《삼총사》 (2002년, MBC) - 광호 역
- 《올인》 (2003년, SBS)
- 《왕의 여자》 (2003년, SBS) - 금부도사 역
- 《섬마을 선생님》 (2004년, SBS) - 우체부 역
- 《불멸의 이순신》 (2004년, KBS1)
- 《이 죽일 놈의 사랑》 (2002년, KBS2) - 경호원 역
- 《달콤한 스파이》 (2005년, MBC) - 수행원 역
- 《대조영》 (2006년, KBS1) - 거란장군 역
- 《주몽》 (2006년, MBC) - 철기 대장 역
- 《이산》 (2007년, MBC) - 깍정이 역
- 《일지매》 (2008년, SBS) - 내금의장 역
- 《선덕여왕》 (2009년, MBC) - 풍운 역
- 《아이리스》 (2009년, KBS2)
- 《매리는 외박중》 (2010년, KBS2)
- 《제중원》 (2010년, SBS)
- 《무신》 (2012년, MBC) - 구필 역
- 《장사의 신 - 객주 2015》 (2015년, KBS2) - 홍계훈 역
- 《용팔이》 (2015년, SBS) - 킬러 역[4]
- 《너를 노린다》 (2015년, SBS)
- 《동네의 영웅》 (2016년, OCN) - 박대만 이사 역
- 《미세스 캅 2》 (2016년, SBS) - 조희철의 부하 역
- 《뱀파이어 탐정》 (2016년, OCN) - 흥신소 남자 역
- 《워킹 맘 육아 대디》 (2016년, MBC) - 김흥복 역
- 《보이스》 (2017년, OCN) - 지춘배 역
- 《역적 : 백성을 훔친 도적》 (2017년, MBC) - 봇짐꾼 역
- 《조작》 (2017년, SBS) - 가짜 남강명 역
- 《사랑의 온도》 (2017년, SBS) - 조폭 두목 역
- 《슬기로운 감빵생활》 (2017년, tvN) - 덩치 수용자 역
- 《그냥 사랑하는 사이》 (2017년, JTBC)
- 《너의 등짝에 스매싱》 (2018년, TV조선)
- 《무법 변호사》 (2018년, tvN) - 전갈 역
- 《신입사관 구해령》 (2019년, MBC) - 귀재 역
- 《달리와 감자탕》 (2021년, KBS) - 김비서 역